# Říše Jüan
Říše Jüan, oficiálním názvem Velká Jüan (mongolsky Dai Ön Yeke Mongghul Ulus, mongolsky Их Юан Улс, čínsky pchin-jinem Dà Yuán guó, znaky 大元國, doslova „Velký základní/prvotní stát“) byla mongolská říše zahrnující Mongolsko a Čínu, existující v letech 1271–1368 za dynastie Jüan. Založena byla Čingischánovým vnukem chánem Chubilajem, který do roku 1279 dokončil dobytí sungské Číny. Oslabení jüanské moci v Číně a nespokojenost obyvatelstva vyústila roku 1351 v povstání rudých turbanů, které skončilo vznikem čínské říše Ming, jejíž armády roku 1368 vytlačily jüanská vojska z většiny Číny včetně hlavního města – Pekingu. Říše a dynastie Jüan, následně omezená na Mongolsko je pak nazývána Severní Jüan.

## Vznik
Koncem 50. let 13. století byla mongolská říše na vrcholu moci. Její východní polovině vládl veliký chán Möngke. Západ, kromě Íránu kontrolovaného Möngkeho bratrem Hülegim, ovládal chán Zlaté hordy Berke. Möngke roku 1258 vyrazil do války s jihočínskou říší Sung. Dobýval sungské opěrné body na západě země, v S’-čchuanu, zatímco mongolský generál Urjanchadaj útočil z Jün-nanu, Mönkgeho bratr Chubilaj v čele další armády útočil na Sungy ze severu, na středním toku Jang-c’-ťiang, a nejmladší bratr Arik-buka z hlavního města říše Karakorumu spravoval Mongolsko.

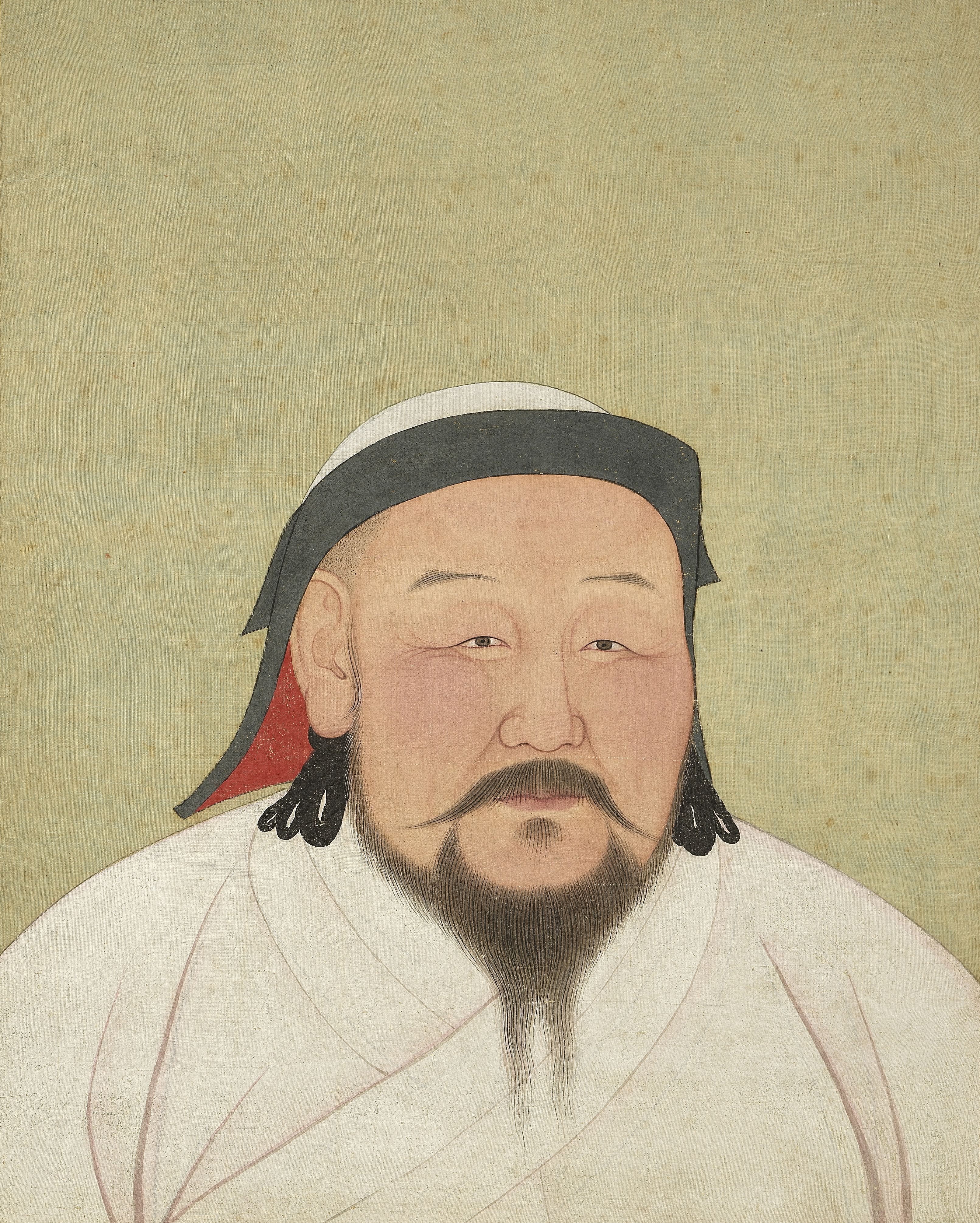
Veliký chán Chubilaj

V srpnu 1259 Möngke při obležení Che-čou (dnes součást Čchung-čchingu) ve věku padesáti let zemřel. Nového chána měl podle zákona – Jasy – zvolit chural v Mongolsku za účasti členů Čingisova rodu. Vláda v Karakorumu v čele s Arik-bukou chural začala připravovat. O postavení nového vládce mongolské říše se hlásil Arik-buka, podporovaný prvním ministrem Bolgajem, Möngkeho vdovou i mnohými chány z rodu Čingisovců. Chubilaj však převzal iniciativu, přitáhl do svého sídla Kchaj-pchingu na severní hranici Číny, a v květnu 1260 se nechal svou armádou zvolit velikým chánem. Na zprávu o Chubilajově uzurpaci hodnostáři v Karakorumu v červnu 1260 reagovali prohlášením Arik-buky za velikého chána. V západních údělech Arik-buku podpořil Berke, kdežto Hülegü se postavil na stranu Chubilaje (a především proti Berkemu).
Chubilaj prohlásil Arik-buku uzurpátorem, podle čínské tradice vyhlásil éru vlády Čung-tchung („Umírněná vláda“). Získal na svou stranu bývalou Möngkeho armádu i Urjanchadajův sbor, které byly zprvu ochotny podpořit Arik-buku. V nastalé válce bohaté zdroje severní Číny přinesly Chubilajovi převahu nad soupeřem. Po neúspěchu pokusu o ovládnutí střední Asie nezbylo Arik-bukovi než se, roku 1264, vzdát. Jeho stoupenci v čele s Bolgajem byli popraveni, on sám však dostal milost a zemřel o dva roky později.
V občanské válce mezi Arik-bukou a Chubilajem se projevil rozkol uvnitř mongolské elity. Chubilaj v pozici správce severní Číny v 50. letech posunoval vládní politiku k čínským vzorům a postupům. Podobně i Hülegü v Íránu stál před potřebou získání si loajality místního zemědělského obyvatelstva, mongolským kočovníkům cizího kulturními i politickými tradicemi. Naproti tomu Arik-buka se ve svém údělu v západním Mongolsku i jako správce v Karakorumu sblížil s mongolskými konzervativci, kteří Chubilajovo počínšťování říše odmítali jako zradu Čingisova dědictví a Jasy.

## Země a lidé

Asie roku 1335, říše Jüan červeně

Říše Jüan při svém vzniku zahrnovala dnešní Mongolsko a jižní Sibiř, Mandžusko, přilehlé oblasti Dálného východu, severní Čínu od Velké čínské zdi až k řece Jang-c’-ťiang a jihozápadní Čínu až k hranicím Vietnamu. Podléhal jí i Tibet a Korea. Chubilaj dobyl zbytek Číny a části Myanmaru a Thajska.
Jüanská říše spojovala rozmanité země, jejichž obyvatelstvo se výrazně lišilo. Na severu žily „lesní národy“ jižní Sibiře, v povodí Jeniseje usedlí Kyrgyzové. Stepní zónu jižně od sibiřských lesů obývali kočovníci – Mongolové, jméno, které od roku 1206 zahrnovalo kromě vlastních Mongolů všechny obyvatele stepi – Kerejty, Tatary, Najmany, Onguty, Merkity a další. Východně od nich v Mandžusku zůstávali Džürčeni a Kitanové, jihozápadně v oázách podél karavanních cest žili Ujguři, východně od nich v dnešním Kan-su Tanguti. Velká čínská zeď oddělovala step od jižních zemědělských oblastí osídlených Číňany.
Různorodé obyvatelstvo říše jüanská vláda rozdělila do tří kategorií:
- Mongolů,
- Se-muů (čínsky v českém přepisu Se-mu, Se-mu-žen, znaky 色目, 色目人; česky „barevnoocí“, „lidé s barevnýma očima“), kteří zahrnovali Ujgury a imigranty ze západní a střední Asie,
- severních Číňanů (čínsky v českém přepisu Chan-žen, znaky 漢人; česky Chanové), totiž obyvatelstva bývalé říše Ťin. Patřili sem Číňané žijící severně od Jang-c’-ťiang, Kitanové, Džürčeni a Korejci.

Po dobytí říše Sung její obyvatelstvo spadlo do čtvrté kategorie
- jižních Číňanů (čínsky v českém přepisu Nan-žen, znaky 南人; česky Jižané).

Číňané tvořili absolutní většinu obyvatel říše – roku 1290 úřady v Číně napočetly 13,19 miliónu domácností, které podle odhadu vlády měly 58 834 711 osob. Soupis obyvatel byl proveden pro účely výměry daní, nebyly proto započteni vojáci, mniši a duchovní, nevolníci a otroci v majetku mongolských knížat a sčítání se netýkalo Jün-nanu a některých dalších těžko dostupných regionů. Soupis zachytil značný nepoměr mezi osídlením severní a jižní Číny – na severu žilo 10 miliónů lidí, na jihu 50 miliónů.

### Náboženství

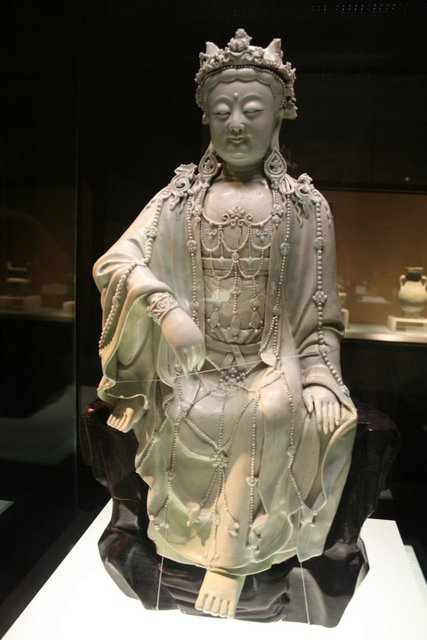
Soška bódhisattvy Kuan-jin z bílého porcelánu z období dynastie Jüan

### Chubilajova vláda

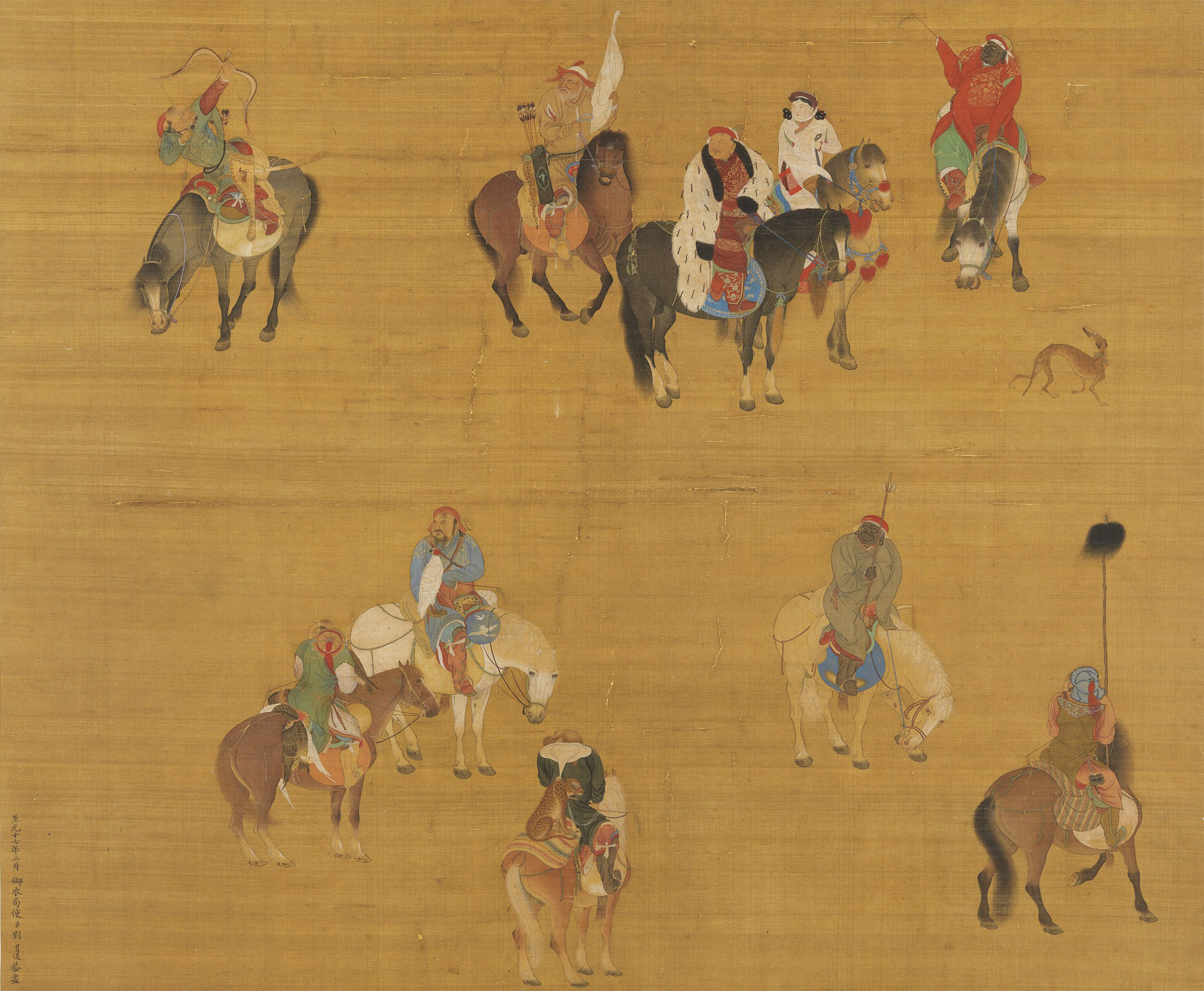
Chubilaj na lovu. Čínský dvorní malíř Liou Kuan-tao, cca 1280.

#### Vnitřní politika a hospodářství

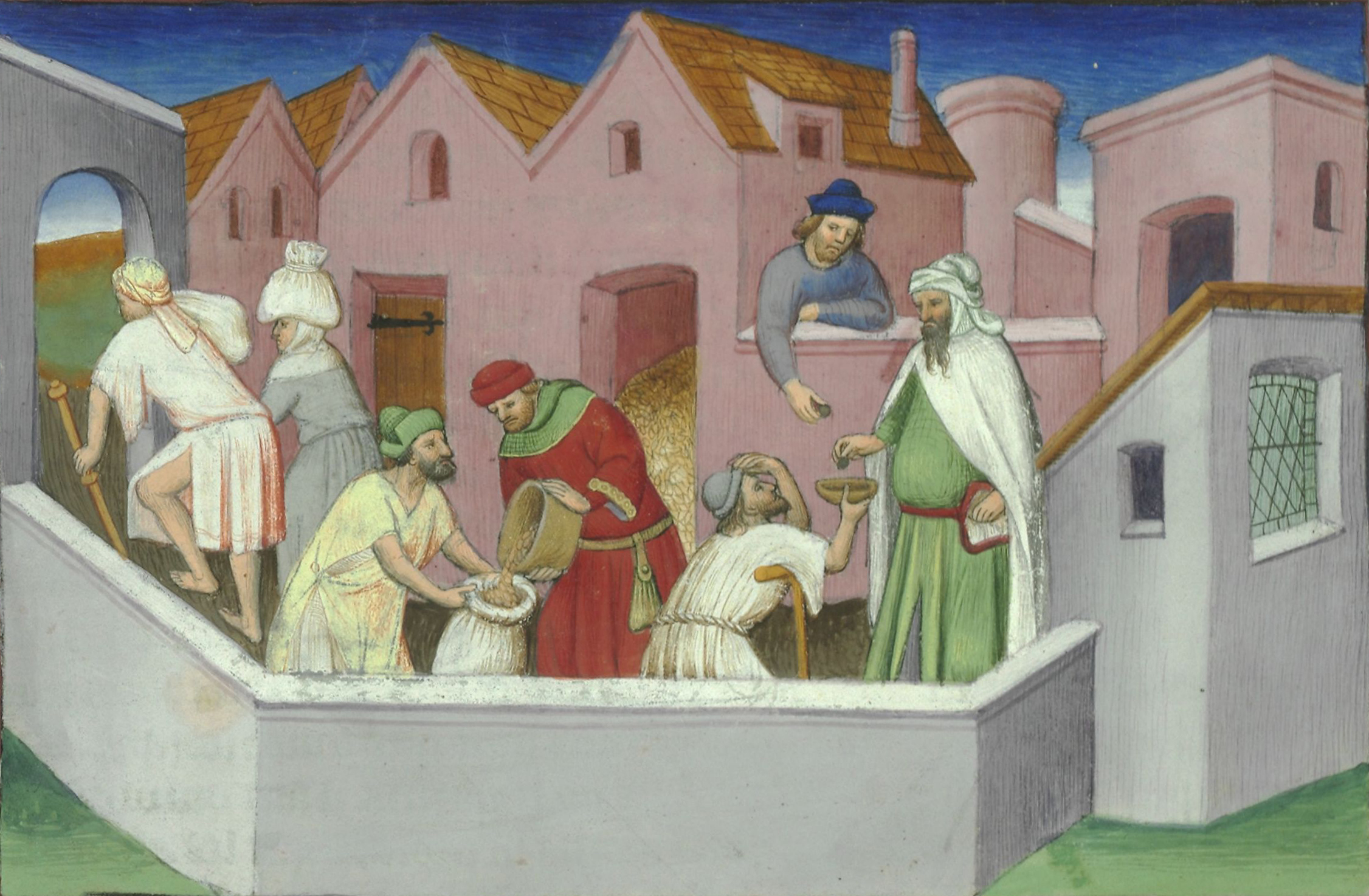
Pomoc potřebným v Číně. Miniatura z Knihy o velikém chánu (kolem 1330).

Jüanská státovka z roku 1287 (vpravo) a její tisková forma.

## Kultura